# Simpsonville Baptist Church
Simpsonville Baptist Church er en historisk kirke på 106 Church Street i Simpsonville, South Carolina. Kirken var bygget i 1913 og tilføjet til National Register of Historic Places i 1992.